# Свети Тодор (Долно Броди)
„Св. св. Теодор Тирон и Теодор Стратилат и Свети Йоан Богослов“ или „Свети Тодор“ (на гръцки: Αγίων Θεοδώρων και Αγίου Ιωάννου του Θεολόγου) е българска възрожденска църква в село Долно Броди (Като Вронду), Гърция, част от Зъхненската и Неврокопска епархия. Църквата е построена в 1835 година на малък хълм в северния край на селото, край селските гробища. В архитектурно отношение представлява класическата за XIX век трикорабна базилика с женска църква и трем от западната и част от южната страна. Размерите на храма са 18 на 11,80 m. Годината на изграждане е изписана на плоча, вградена в югоизточния ъгъл, а на източната стена има керамичен надпис със същата година. В интериора църквата има орнаментирани тавани, изключителен резбован само в частта на средния кораб иконостас и колоритно оцветена ограда на женската църква. Иконите в храма датират от 1839 и 1863 година.
В началото на XX век църквата с цялото село е екзархийска – в рапорт до Иларион Неврокопски от 1909 година пише:
| „ | Черквата и училището са на високо място над селото. Черквата е хубаво здание, при което има камбанария и часовник. Училището е полусрутено здание, което е негодно. | “ |

В 1993 година е обявена за паметник на културата.